# 하이에나 (2006년 영화)
"하이에나"는 한국에서 제작된 조수원 감독의 2006년 드라마 영화이다. 김민종 등이 주연으로 출연하였다.

## 출연

### 주연
- 김민종
- 소이현
- 신성록
- 오만석
- 윤다훈

### 조연
- 차기환
- 장희수
- 정경순
- 이국호
- 홍석천
- 이병준
- 손세광
- 오유나
- 조한나
- 민서현
- 고용화
- 박준
- 한준
- 정세형
- 김혜진
- 이슬비
- 김시운
- 김선영
- 박지영
- 유승민